# Патяк Анатолій Федорович
Анатолій Федорович Патяк (* 19 лютого 1898, с. Юльївка Запорізького району Запорізької області —† 25 жовтня 1937, Київ) — український радянський прозаїк, драматург.

## Життєпис
Патяк Анатолій Федорович народився 19 лютого 1898 р. у багатодітній бідняцькій сім'ї в с. Юліївка, що неподалік від Запоріжжя.
Через нестатки одразу по закінченні школи змушений був відправитися на заробітки. Саме в середовищі знедолених і упосліджених поденників він здобув революційний гарт і вже в лютому 1918 р., коли на Україну долинув відгомін жовтневих подій у Пітері, став членом більшовицької партії.
Юність майбутнього письменника відкипіла в кривавому вируванні класових битв. Недаремно ж героїка громадянської війни стала лейтмотивом і могутнім духовним двигуном для подальшої художньої творчості.

## Творчість
Свої перші літературні спроби (новели «Тривога», «Прорив», «Кіннотники», «Втеча з-під шаблюк», «Надульник», «Фронт єдиний», «Солдат Ченцов», «Смерть Олекси», що склали основу збірки «Динаміт») Патяк видрукував у армійській пресі та республіканській періодиці. А в середині тридцятих років став визнаним ударником славнозвісного ЛОЧАФу (Літературної Організації Червоної Армії і Флоту).
За лічені роки вийшли друком його прозові книжки: «Рейд» і «Червоні козаки» (1932), «Закривавлене жито» і «Нотатки про геройство та героїв» (1933), «Ніна Суща» (1934), «Іспит» (1936), які користувалися неабиякою популярністю у військового читача.
З березня 1935 р. Патяк переходить на роботу в Спілку письменників України. Працює заступником відповідального секретаря СПУ з господарських питань і водночас виконує обов'язки заступника редактора «Літературної газети».
За свідченням сучасників, Анатолій Федорович був людиною прямодушною, незлобивою, політично витриманою. Підозру органів міг викликати хіба що співробітництвом у редагованім Валер'яном Поліщуком журналі «Авангард», де був одного разу заборонений тодішньою цензурою його вірш. Та цього виявилося цілком достатньо, щоб на полум'яного співця революції лягла тінь «ворога народу».

## Репресії
13 вересня 1937 року оперуповноважена IV відділу управління Держбезпеки НКВС Гольдман, розглянувши оперативні матеріали по звинуваченню письменника Патяка, винесла ухвалу: притягти його до кримінальної відповідальності за скоєні злочини, передбачені грізними статтями 54-VIII і 54-ХІ Карного кодексу УРСР. І вже другого дня, 14 вересня 1937 р., він був схоплений без ордера на арешт підручними Єжова у власній квартирі будинку «Роліт» по вул. Леніна (зараз — Б. Хмельницького), 68 і запроторений у спецкорпус київської тюрми.
На допитах слідчий IV відділу Київського обласного управління Держбезпеки лейтенант Акімов (Егідес) домагався одного: аби Патяк визнав себе активним учасником української антирадянської націоналістичної терористичної організації, верховне керівництво якою здійснювали відомі політичні діячі П. П. .Любченко і А. А. Хвиля.
22 жовтня 1937 року Акімов (Егідес) в супрязі зі своїм безпосереднім начальником капітаном Держбезпеки Хатеневером подали на затвердження наркомом внутрішніх справ УРСР Леплевським і Генеральним прокурором СРСР Вишинським обвинувальний висновок у справі Анатолія Патяка за першою категорією, що означало тільки одне: розстріл.

## Цитата із «Сталінських списків»
«ПАТЯК Анатолий Федорович
21.10.37, Украинская ССР, Центральный аппарат УГБ НКВД УССР Кат.1»
«Сталин, Молотов, Каганович, Ворошилов, Микоян»
Разом із Анатолієм Патяком у цьому списку того ж дня були українські письменники Михайло Биковець, Майк Йогансен, Андрій Михайлюк, Яків Савченко, Михайль Семенко, Микола Скуба.
У ті дні звинувальні висновки першої категорії затверджувалися всіма інстанціями автоматично. Тому вже 24 жовтня 1937 р. виїзна сесія Військової колегії Верховного Суду СРСР під головуванням дивізійного військюриста Орлова на закритому засіданні винесла ухвалу: застосувати до колишнього учасника громадянської війни, члена ВКП(б) з 1918 р., відомого письменника Патяка А. Ф., як до особливо небезпечного державного злочинця, вищу міру соціального захисту — розстріл із конфіскацією приналежного йому майна.
Як засвідчує тюремна довідка, що зберігається в судово-слідчій справі письменника, вирок цей виконано 25 жовтня 1937 року.

## Цитата з архіву СБУ
|  | Патяк Анатолій Федорович 19.02.1898 Україна Дніпропетровська область Запорізький р-н., с. Юліївка Українець Початкова письменник; творча інтелігенція колишній член ВКП(б) Одружений дружина - Ганна Сергіївна 35 р.,; син - Володимир 13р.,; брат - Дмитро Федорович 35р.,; сестра - Патяк (Чернович) Євдокія Федорівна 28р. 14.09.1937 ст. 54-8 КК УРСР 1927-60рр. (терористичний акт); ст. 54-11 КК УРСР 1927-60рр. (підготування до контрреволюційних злочинів) Військова колегія; Верховний суд; СРСР 24.10.1937 ВМП (розстріл); конфіскація усього майна, яке належить засудженому на правах особистої власності розстріляний 25.10.1937р. у м. Києві Фонд № 6, АІДС № 1908, арх. № 38469. |

## Реабілітація
10 жовтня 1956 р. Військова колегія Верховного Суду СРСР своєю ухвалою скасувала вирок Військової колегії Верховного Суду СРСР від 24 жовтня 1937 р.
Анатолій Патяк реабілітований посмертно.